# Raimond VI av Toulouse
Raimond VI av Toulouse, född 27 oktober 1156, död 2 augusti 1222, var en fransk greve av Toulouse, och markis av Provence.
Raimond VI föddes som son till Raimond V av Toulouse och Constance av Frankrike.
Efter det fjärde korstågets avslutande inledde påven Innocentius III förföljelser mot albigenserna (katarerna) i Raimonds område. Raimond valde att ta dessa i försvar. När påvens legat och ansvarige för inkvisitionen mot albigenserna i södra Frankrike mördades 1208 fick Raimond skulden för dådet. Han lystes i bann och 1209 gick en korstågshär under ledning av Simon av Montfort in över hans område. Raimond gjorde sitt bästa för att rädda sitt område. Naken ned till midjan svor han påven lydnad utanför S:t Gilles katedral och släpptes sedan in i kyrkan under gisselslag från legaten, som gav honom absolution.
Han förenade sig sedan med korsfararhären, som vältrade sig in över vicomten av Béziers land. Han deltog i slakten vid Béziers, men såg att han inte skulle kunna komma att rädda sitt land och lämnade korsfararhären för att rusta mot densamma.
Han sökte stöd hos Peter II av Aragonien, som kom till hans hjälp, men 1213 besegrades de i slaget vid Muret, där Peter II stupade och Raimond måste fly från sitt land. Han reste därefter mellan 1215 och 1216 till Rom och Genua för att driva sin sak och försöka få tillbaka sitt land. Arbetet misslyckades och 1216 startade hans son Raimond VII av Toulouse i stället en motoffensiv mot korsriddarna. Efter Simon av Montforts död 1218 gick deras offensiv bättre, och 1219 var nästan hela södra Frankrike befriat från korsriddarna. Raimond VI avled 1222 innan han hann uppleva den nya offensiv som franske kungen satte in mot hans område.